# (1693) Hertzsprung
(1693) Hertzsprung est un astéroïde de la ceinture principale.

## Description
(1693) Hertzsprung est un astéroïde de la ceinture principale. Il fut découvert le 5 mai 1935 à Johannesbourg par Hendrik van Gent. Il présente une orbite caractérisée par un demi-grand axe de 2,80 UA, une excentricité de 0,27 et une inclinaison de 11,9° par rapport à l'écliptique.

## Compléments